# Chris DiMarco
Chris DiMarco (Huntington (New York), 23 augustus 1968) is een Amerikaanse professioneel golfer.
Met een beurs studeerde hij aan de Universiteit van Florida in Gainesville en speelde in 1989 en 1990 in het eerste team van de Gators in de NCAA.

## Professional
DiMarco werd in 1990 professional. Hij won in 1992 de Order of Merit van de Canadese Tour, werd 2de op de NIKE Tour in 1993 en promoveerde daardoor naar de Amerikaanse PGA Tour. Hij speelde afwisselend op de NIKE en de PGA Tour en behaalde in 1997 zijn eerste overwinning op de NIKE Tour.
In 2001, 2002 en 2003 behaalde hij een overwinning, in 2004 bijna. Hij kwam toen bij de PGA Championship  in de play-off met Justin Leonard en Vijay Singh. De play-off ging over drie holes (holes 10, 17, 18). Singh maakte zijn eerste birdie van de dag op hole 10 en allen maakten een 3 op hole 17. Op hole 18 kwam DiMarco in een bunker en miste Leonard de green. Singh lag met 2 op de green, maakte een 4 en won.
In 2005 verloor hij de sudden-death play-off van Tiger Woods en eindigde op de 2de plaats bij de Masters. Hierdoor kwam hij in de top 10 van de Wereldranglijst. Het werd zijn topjaar, hij werd ook 2de hij de WGC - Matchplay en de WGC - Bridgestone Invitational.
De derde keer dat hij 2de werd bij een Major was in 2006 op de Royal Liverpool Golf Club, waar het Brits Open werd gespeeld. Weer was Tiger Woods de betere.

### Liefdadigheid
In de maand november organiseert DiMarco twee toernooien waarvan de opbrengst naar een liefdadig doel gaat:
- het Norma DiMarco Tee Up For Life Golf Tournament, opgericht ter nagedachtenis aan zijn moeder. De opbrengst gaat naar R.O.C.K. (Reaching Out to Cancer Kids). Het toernooi wordt gespeeld op zijn thuisclub Heathrow Country Club in Florida.
- Sixty-Five Roses Golf Classic, de opbrengst gaat naar de Cystic Fibrosis Foundation. Hij heeft dit toernooi opgericht samen met Mike en Cindy Brown, wier dochter CF heeft.

### Gewonnen

#### Nationwide Tour
- 1997: NIKE Ozarks Open

#### Amerikaanse Tour
- 2000: SEI Pennsylvania Classic
- 2001: Buick Open
- 2002: Phoenix Open

#### Europese Tour
- 2006: Abu Dhabi Golf Championship

#### Anders
- 2002: CVS Charity Classic met Dudley Hart
- 2005: CVS Charity Classic met Fred Funk

### Teams
- Presidents Cup: 2003 (tie), 2005 (winnaars)
- Ryder Cup: 2004, 2006